# NGC 4125
NGC 4125 هي مجرة إهليلجية الشكل تقع في كوكبة التنين (كوكبة).

## وصلات خارجية
- NGC 4125 على موقع ويكي سكاي: DSS2, SDSS, GALEX, IRAS, Hydrogen α, X-Ray, Astrophoto, Sky Map, Articles and images